# Primera División de España 1954-55
La temporada 1954-55 de la Primera División de España de fútbol corresponde a la 24ª edición del campeonato y se disputó entre el 12 de septiembre de 1954 y el 10 de abril de 1955.
El Real Madrid CF revalidó el título conquistado el año anterior y se convirtió en el primer representante español en una competición oficial de clubes de la UEFA, la Copa de Europa 1955-56.

## Clubes participantes
Esta temporada 16 equipos participaron en la Primera División de España. El CD Alavés y la UD Las Palmas, como campeones del Grupo Norte y Sur, respectivamente, de Segunda División, ascendieron directamente, reemplazando al Real Gijón y al Real Oviedo. El CD Málaga y el Hércules CF lograron el ascenso en la liguilla promoción, reemplazando al Real Jaén y el CA Osasuna.
| Equipo                            | Ciudad                     | Estadio           | Aforo  |
| --------------------------------- | -------------------------- | ----------------- | ------ |
| Club Deportivo Alavés             | Vitoria                    | Mendizorroza      | 7.500  |
| Atlético de Bilbao                | Bilbao                     | San Mamés         | 40.400 |
| Club Atlético de Madrid           | Madrid                     | Metropolitano     | 56.717 |
| Club de Fútbol Barcelona          | Barcelona                  | Las Corts         | 46.000 |
| Real Club Celta                   | Vigo                       | Balaidos          | 15.850 |
| Real Club Deportivo de La Coruña  | La Coruña                  | Riazor            | 22.182 |
| Real Club Deportivo Español       | Barcelona                  | Sarriá            | 30.000 |
| Hércules Club de Fútbol           | Alicante                   | La Viña           | 14.024 |
| Unión Deportiva Las Palmas        | Las Palmas de Gran Canaria | Insular           | 12.000 |
| Club Deportivo Málaga             | Málaga                     | La Rosaleda       | 8.734  |
| Real Madrid Club de Fútbol        | Madrid                     | Santiago Bernabéu | 90.123 |
| Real Santander Sociedad Deportiva | Santander                  | El Sardinero      | 21.800 |
| Real Sociedad de Fútbol           | San Sebastián              | Atocha            | 21.650 |
| Sevilla Club de Fútbol            | Sevilla                    | Nervión           | 30.000 |
| Valencia Club de Fútbol           | Valencia                   | Mestalla          | 33.567 |
| Real Valladolid Deportivo         | Valladolid                 | Municipal         | 16.555 |

Fuente: Anuario de la RFEF

## Sistema de competición
El torneo estuvo organizado por la Federación Española de Fútbol.
Como en la temporada precedente, participaron 16 equipos de toda la geografía española, encuadrados en un grupo único. Siguiendo un sistema de liga, se enfrentaron todos contra todos en dos ocasiones -una en campo propio y otra en campo contrario- durante un total de 30 jornadas. El orden de los encuentros se decidió por sorteo antes de empezar la competición.
La clasificación se estableció a razón del siguiente sistema de puntuación: dos puntos para el equipo vencedor de un partido, un punto para cada contendiente en caso de empate y cero puntos para el perdedor de un partido. El equipo que más puntos sumó se proclamó campeón de liga. Como novedad, a partir de esta temporada el campeón de liga obtiene la clasificación para la Copa de Campeones de Europa que empieza a disputarse la próxima temporada.
Los dos últimos clasificados fueron descendidos directamente a la Segunda División de España para la siguiente temporada, siendo reemplazados por los dos campeones de grupo de dicha categoría. Por su parte, los clasificados en 13.ª y 14.ª posición se vieron obligados a disputar una promoción con el segundo y tercer clasificado de cada grupo de la Segunda División. Dicha promoción se jugó en un formato de liguilla, todos contra todos a doble partido, siendo los dos primeros clasificados los que obtuvieron plaza para la siguiente temporada en Primera División.

## Clasificación

### Clasificación final
| Pos. | Equipo                    | Pts. | PJ | G  | E  | P  | GF | GC | Dif. | Clasificación                     |
| ---- | ------------------------- | ---- | -- | -- | -- | -- | -- | -- | ---- | --------------------------------- |
| 1    | Real Madrid C. F. (C)     | 46   | 30 | 20 | 6  | 4  | 80 | 31 | +49  | Clasifica a la Copa de Europa     |
| 2    | C. F. Barcelona           | 41   | 30 | 17 | 7  | 6  | 75 | 39 | +36  | Clasifica a la Copa de Ferias     |
| 3    | Atlético de Bilbao (C, O) | 39   | 30 | 15 | 9  | 6  | 78 | 39 | +39  | Campeón de Copa.                  |
| 4    | Sevilla C. F.             | 34   | 30 | 15 | 4  | 11 | 74 | 58 | +16  |                                   |
| 5    | Valencia C. F.            | 33   | 30 | 15 | 3  | 12 | 71 | 60 | +11  |                                   |
| 6    | Hércules C. F.            | 31   | 30 | 11 | 9  | 10 | 46 | 57 | −11  |                                   |
| 7    | R. C. Deportivo La Coruña | 30   | 30 | 12 | 6  | 12 | 52 | 59 | −7   |                                   |
| 8    | Atlético de Madrid        | 29   | 30 | 11 | 7  | 12 | 59 | 64 | −5   |                                   |
| 9    | Real Valladolid           | 27   | 30 | 11 | 5  | 14 | 48 | 56 | −8   |                                   |
| 10   | Deportivo Alavés          | 27   | 30 | 11 | 5  | 14 | 51 | 62 | −11  |                                   |
| 11   | R. C. Celta de Vigo       | 27   | 30 | 10 | 7  | 13 | 55 | 60 | −5   |                                   |
| 12   | U. D. Las Palmas          | 27   | 30 | 10 | 7  | 13 | 45 | 69 | −24  |                                   |
| 13   | R. C. D. Español          | 26   | 30 | 8  | 10 | 12 | 42 | 46 | −4   | Acceso a Promoción de permanencia |
| 14   | Real Sociedad             | 24   | 30 | 9  | 6  | 15 | 48 | 53 | −5   | Acceso a Promoción de permanencia |
| 15   | Real Santander S. D. (D)  | 20   | 30 | 9  | 2  | 19 | 39 | 81 | −42  | Descenso a Segunda División       |
| 16   | C. D. Málaga (D)          | 19   | 30 | 6  | 7  | 17 | 36 | 65 | −29  | Descenso a Segunda División       |

 Fuente: BDFutbol
Criterios de clasificación: Puntos · Diferencia de goles · Goles a favor · Play-off
Notas:
1. ↑  La temporada 1955/56 se puso en marcha la Copa de Ciudades en Ferias. En su primera edición, que duró tres temporadas (1955-1958) no tomaron parte clubes, sino equipos representativos de ciudades que tuvieran ferias de muestras. El único representante español invitado fue la ciudad de Barcelona, cuyo equipo debía estar formado por jugadores del RCD Español y el CF Barcelona. Sin embargo, no hubo acuerdo para formar un equipo conjunto, por lo que finalmente fue el CF Barcelona el representante barcelonés en el torneo, aunque usando los distintivos de la ciudad condal.

### Evolución de la clasificación
| Equipo / Jornada       | 01 | 02 | 03 | 04 | 05 | 06 | 07 | 08 | 09 | 10 | 11 | 12 | 13 | 14 | 15 | 16 | 17 | 18 | 19 | 20 | 21 | 22 | 23 | 24 | 25 | 26 | 27 | 28 | 29 | 30 |
| ---------------------- | -- | -- | -- | -- | -- | -- | -- | -- | -- | -- | -- | -- | -- | -- | -- | -- | -- | -- | -- | -- | -- | -- | -- | -- | -- | -- | -- | -- | -- | -- |
| Real Madrid            | 10 | 6  | 4  | 5  | 3  | 5  | 3  | 3  | 3  | 2  | 1  | 1  | 1  | 1  | 1  | 1  | 1  | 1  | 1  | 1  | 1  | 1  | 1  | 1  | 1  | 1  | 1  | 1  | 1  | 1  |
| FC Barcelona           | 3  | 3  | 3  | 4  | 2  | 4  | 2  | 2  | 2  | 3  | 4  | 3  | 3  | 3  | 3  | 3  | 2  | 2  | 2  | 2  | 2  | 2  | 2  | 2  | 3  | 3  | 3  | 3  | 2  | 2  |
| Atl. Bilbao            | 1  | 1  | 1  | 2  | 1  | 1  | 1  | 1  | 1  | 1  | 2  | 2  | 2  | 2  | 2  | 2  | 3  | 3  | 3  | 3  | 3  | 3  | 3  | 3  | 2  | 2  | 2  | 2  | 3  | 3  |
| Sevilla CF             | 13 | 11 | 6  | 3  | 4  | 3  | 5  | 6  | 4  | 5  | 3  | 5  | 4  | 5  | 5  | 5  | 5  | 5  | 4  | 4  | 4  | 5  | 5  | 5  | 5  | 5  | 5  | 5  | 4  | 4  |
| Valencia CF            | 5  | 2  | 2  | 1  | 5  | 2  | 4  | 4  | 5  | 4  | 6  | 4  | 5  | 4  | 4  | 4  | 4  | 4  | 5  | 5  | 5  | 4  | 4  | 4  | 4  | 4  | 4  | 4  | 5  | 5  |
| Hércules CF            | 11 | 8  | 13 | 12 | 10 | 13 | 11 | 13 | 9  | 11 | 9  | 9  | 7  | 8  | 6  | 6  | 7  | 6  | 7  | 8  | 9  | 9  | 7  | 10 | 10 | 7  | 6  | 6  | 6  | 6  |
| Deportivo de La Coruña | 6  | 7  | 5  | 6  | 6  | 6  | 6  | 5  | 6  | 7  | 7  | 7  | 9  | 7  | 10 | 10 | 10 | 10 | 9  | 12 | 10 | 12 | 9  | 7  | 6  | 8  | 9  | 8  | 8  | 7  |
| Atlético de Madrid     | 15 | 13 | 9  | 11 | 14 | 10 | 9  | 8  | 10 | 10 | 12 | 11 | 14 | 14 | 15 | 14 | 13 | 13 | 12 | 13 | 13 | 13 | 10 | 8  | 9  | 6  | 8  | 7  | 7  | 8  |
| Real Valladolid        | 7  | 9  | 12 | 8  | 7  | 7  | 7  | 7  | 7  | 6  | 5  | 6  | 6  | 6  | 8  | 8  | 6  | 8  | 6  | 7  | 6  | 6  | 6  | 9  | 8  | 10 | 7  | 9  | 9  | 9  |
| CD Alavés              | 16 | 14 | 15 | 16 | 16 | 16 | 14 | 15 | 14 | 14 | 13 | 14 | 13 | 13 | 11 | 12 | 14 | 14 | 14 | 15 | 15 | 14 | 14 | 14 | 14 | 14 | 14 | 14 | 12 | 10 |
| Celta de Vigo          | 8  | 4  | 7  | 7  | 8  | 8  | 10 | 9  | 13 | 9  | 11 | 12 | 10 | 10 | 9  | 7  | 9  | 7  | 8  | 6  | 8  | 7  | 8  | 6  | 7  | 9  | 10 | 10 | 10 | 11 |
| UD Las Palmas          | 2  | 12 | 14 | 9  | 12 | 11 | 13 | 10 | 12 | 12 | 14 | 10 | 12 | 11 | 12 | 13 | 12 | 11 | 13 | 10 | 11 | 10 | 12 | 11 | 12 | 11 | 13 | 13 | 13 | 12 |
| RCD Español            | 14 | 16 | 16 | 15 | 15 | 15 | 15 | 12 | 11 | 13 | 10 | 13 | 11 | 12 | 13 | 11 | 11 | 12 | 11 | 11 | 12 | 11 | 13 | 12 | 13 | 13 | 12 | 12 | 11 | 13 |
| Real Sociedad          | 12 | 15 | 10 | 13 | 9  | 12 | 8  | 11 | 8  | 8  | 8  | 8  | 8  | 9  | 7  | 9  | 8  | 9  | 10 | 9  | 7  | 8  | 11 | 13 | 11 | 12 | 11 | 11 | 14 | 14 |
| Real Santander         | 4  | 5  | 11 | 14 | 11 | 14 | 16 | 16 | 16 | 15 | 16 | 16 | 16 | 16 | 16 | 16 | 15 | 16 | 16 | 16 | 16 | 16 | 16 | 15 | 15 | 15 | 15 | 15 | 15 | 15 |
| CD Málaga              | 9  | 10 | 8  | 10 | 13 | 9  | 12 | 14 | 15 | 16 | 15 | 15 | 15 | 15 | 14 | 15 | 16 | 15 | 15 | 14 | 14 | 15 | 15 | 16 | 16 | 16 | 16 | 16 | 16 | 16 |

### Promoción de permanencia
| Pos. | Equipo             | Pts. | PJ | G | E | P | GF | GC | Dif. | Clasificación                 |
| ---- | ------------------ | ---- | -- | - | - | - | -- | -- | ---- | ----------------------------- |
| 1    | R. C. D. Español   | 15   | 10 | 7 | 1 | 2 | 17 | 8  | +9   | Permanece en Primera División |
| 2    | Real Sociedad      | 13   | 10 | 6 | 1 | 3 | 20 | 14 | +6   | Permanece en Primera División |
| 3    | Real Oviedo C. F.  | 11   | 10 | 5 | 1 | 4 | 22 | 20 | +2   |                               |
| 4    | Atlético de Tetuán | 10   | 10 | 4 | 2 | 4 | 17 | 15 | +2   |                               |
| 5    | Real Zaragoza      | 6    | 10 | 3 | 0 | 7 | 13 | 17 | −4   |                               |
| 6    | Granada C. F.      | 5    | 10 | 2 | 1 | 7 | 13 | 28 | −15  |                               |

 Fuente: Resultados Fútbol
Criterios de clasificación: Puntos · Diferencia de goles · Goles a favor · Play-off
| Local \ Visitante   | ATT | ESP | GRA | OVI | RSO | ZAR |
| ------------------- | --- | --- | --- | --- | --- | --- |
| Atlético Tetuán     | —   | 1–2 | 4–0 | 2–3 | 2–2 | 2–0 |
| R. C. D. Español    | 4–1 | —   | 0–0 | 1–0 | 1–2 | 1–0 |
| Granada C. F.       | 3–1 | 1–3 | —   | 2–3 | 1–2 | 3–1 |
| Real Oviedo C. F.   | 0–0 | 1–3 | 6–2 | —   | 1–0 | 6–0 |
| Real Sociedad       | 1–2 | 2–1 | 6–1 | 3–1 | —   | 0–2 |
| Real Zaragoza C. F. | 0–2 | 0–1 | 2–0 | 7–0 | 1–2 | —   |

## Resultados
| Local \ Visitante         | ALV | ATH | ATM | BAR | CEL | DEP | ESP | HER | LAS | MAL | RMA | RSA | RSO | SEV | VAL | VLD |
| ------------------------- | --- | --- | --- | --- | --- | --- | --- | --- | --- | --- | --- | --- | --- | --- | --- | --- |
| Deportivo Alavés          | —   | 2–2 | 2–0 | 2–2 | 2–0 | 2–1 | 2–2 | 2–0 | 4–1 | 5–1 | 2–4 | 2–1 | 0–1 | 2–1 | 7–0 | 1–4 |
| Atlético de Bilbao        | 4–0 | —   | 1–1 | 1–1 | 2–2 | 5–1 | 1–2 | 3–0 | 9–2 | 6–1 | 2–0 | 3–0 | 1–0 | 2–2 | 7–0 | 1–0 |
| Atlético de Madrid        | 4–1 | 1–2 | —   | 2–2 | 4–0 | 2–1 | 2–1 | 3–0 | 2–2 | 2–2 | a   | 3–1 | 4–0 | 0–3 | 2–3 | 5–4 |
| C. F. Barcelona           | 5–2 | 2–3 | 4–0 | —   | 5–2 | 3–1 | 1–0 | 1–1 | 1–0 | 5–0 | 2–2 | 7–0 | 4–1 | 4–2 | 4–1 | 5–0 |
| R. C. Celta de Vigo       | 2–0 | 1–0 | 8–1 | 1–1 | —   | 2–0 | 1–1 | 1–1 | 5–1 | 3–0 | 1–1 | 2–1 | 5–1 | 5–1 | 2–1 | 2–2 |
| R. C. Deportivo La Coruña | 3–0 | 1–1 | 1–0 | 2–2 | 4–2 | —   | 1–1 | 2–1 | 4–1 | 3–2 | 3–3 | 3–1 | 2–1 | 4–2 | 2–1 | 2–1 |
| R. C. D. Español          | 4–1 | 1–3 | 2–0 | 2–4 | 4–0 | 2–2 | —   | 4–1 | 0–0 | 1–1 | 1–3 | 1–0 | 1–0 | 2–0 | 1–1 | 1–1 |
| Hércules C. F.            | 2–2 | 3–2 | 4–0 | 1–0 | 2–1 | 4–2 | 0–0 | —   | 4–0 | 1–0 | 1–1 | 2–0 | 4–1 | 1–1 | 3–2 | 2–1 |
| U. D. Las Palmas          | 2–2 | 3–3 | 4–1 | 2–0 | 3–1 | 2–1 | 2–1 | 1–1 | —   | 2–1 | 1–1 | 5–1 | 2–2 | 4–0 | 1–0 | 2–0 |
| C. D. Málaga              | 2–0 | 1–3 | 0–3 | 1–2 | 0–0 | 0–1 | 1–1 | 3–3 | 2–0 | —   | 3–1 | 3–1 | 2–1 | 0–2 | 1–1 | 1–2 |
| Real Madrid C. F.         | 4–1 | 3–1 | 1–0 | 3–0 | 5–1 | 5–1 | 5–1 | 3–0 | 7–0 | 4–1 | —   | 3–0 | 1–1 | 3–1 | 1–2 | 1–0 |
| Real Santander            | 0–2 | 1–4 | 2–4 | 2–1 | 3–1 | 2–1 | 3–1 | 1–1 | 2–1 | 2–1 | 0–4 | —   | 3–3 | 3–1 | 3–2 | 2–1 |
| Real Sociedad             | 2–0 | 3–3 | 0–2 | 0–2 | 5–0 | 3–0 | 1–0 | 4–0 | 4–0 | 1–1 | 1–3 | 3–0 | —   | 1–2 | 3–0 | 3–3 |
| Sevilla C. F.             | 1–2 | 1–1 | 3–3 | 0–2 | 5–2 | 3–2 | 3–2 | 6–1 | 4–0 | 6–1 | 1–0 | 5–2 | 5–2 | —   | 2–1 | 5–1 |
| Valencia C. F.            | 6–1 | 3–2 | 4–4 | 4–1 | 2–1 | 4–0 | 2–0 | 8–2 | 4–0 | 0–2 | 1–3 | 8–1 | 2–0 | 3–1 | —   | 2–1 |
| Real Valladolid           | 1–0 | 1–0 | 2–2 | 1–2 | 2–1 | 1–1 | 4–2 | 2–0 | 2–1 | 3–2 | 0–1 | 3–1 | 1–0 | 2–5 | 2–3 | —   |

## Trofeo Pichichi
Juan Arza, con 29 goles, se convirtió en el primer futbolista del Sevilla FC en conseguir el Trofeo Pichichi como máximo goleador de la Primera División de España.
| #   | Jugador            | Equipo                 | Goles |
| --- | ------------------ | ---------------------- | ----- |
| 1.º | Juan Arza          | Sevilla FC             | 29    |
| 2.º | Alfredo Di Stéfano | Real Madrid            | 25    |
| 3.º | Manuel Badenes     | Valencia CF            | 22    |
| 4.º | Arieta I           | Athletic Club          | 19    |
| 5.º | Héctor Rial        | Real Madrid            | 18    |
|     | Pahiño             | Deportivo de La Coruña | 18    |